# Суходаевская волость
Сухода́евская во́лость — историческая административно-территориальная единица Славяносербского уезда Екатеринославской губернии.
По состоянию на 1886 год состояла из 8 поселений, 7 сельских общин. Население — 1 665 человек (894 мужского пола и 771 — женского), 280 дворовых хозяйств.
|                       | Площадь, десятин | В том числе пахотной, дес. |
| --------------------- | ---------------- | -------------------------- |
| Сельских общин        | 1254             | 534                        |
| Частной собственности | 10244            | 3376                       |
| Другой собственности  | 18               | 4                          |
| В целом               | 11516            | 3914                       |

Крупнейшее поселение волости:
- Суходол — бывшее собственническое село при реке Северский Донец в 48 верстах от уездного города, 787 человек, 412 дворов, православная церковь, лавка, кирпичный и черепичный заводы.